# Geoff Rabone
Geoffrey Osborne Rabone, surnommé Geoff Rabone, est un joueur de cricket international néo-zélandais né le 6 novembre 1921 à Gore dans le Southland et décédé le 19 janvier 2006 à Auckland. Cet all-rounder commence sa carrière en first-class cricket avec Wellington en 1940 avant de rejoindre Auckland en 1951, où il joue jusqu'en 1960. Il dispute douze matchs de Test cricket avec l'équipe de Nouvelle-Zélande entre 1949 et 1955, dont cinq en tant que capitaine.